# ISO 3166-2:SC
ISO 3166-2:SC è uno standard ISO che definisce i codici geografici delle suddivisioni delle Seychelles; è un sottogruppo dello standard ISO 3166-2.
I codici, assegnati ai 27 distretti del paese, sono formati da SC- (sigla ISO 3166-1 alpha-2 dello Stato), seguito da due cifre.

## Codici
| Codice | Distretto           |
| ------ | ------------------- |
| SC-01  | Anse-aux-Pins       |
| SC-02  | Anse Boileau        |
| SC-03  | Anse Etoile         |
| SC-05  | Anse Royale         |
| SC-04  | Au Cap              |
| SC-06  | Baie Lazare         |
| SC-07  | Baie Sainte Anne    |
| SC-08  | Beau Vallon         |
| SC-09  | Bel Air             |
| SC-10  | Bel Ombre           |
| SC-11  | Cascade             |
| SC-12  | Glacis              |
| SC-13  | Grand'Anse Mahé     |
| SC-14  | Grand'Anse Praslin  |
| SC-26  | Île Perseverance I  |
| SC-27  | Île Perseverance II |
| SC-15  | La Digue            |
| SC-16  | La Rivière Anglaise |
| SC-24  | Les Mamelles        |
| SC-17  | Mont Buxton         |
| SC-18  | Mont Fleuri         |
| SC-19  | Plaisance           |
| SC-20  | Pointe La Rue       |
| SC-21  | Port Glaud          |
| SC-25  | Roche Caiman        |
| SC-22  | Saint Louis         |
| SC-23  | Takamaka            |